# Braniewo
Braniewo (udtale: [braˈɲɛvɔ])  (tysk: Braunsberg i Østpreussen, latin: Brunsberga, gammelpreussisk: Brus), er en by i Ermland (Warmia),  i  voivodskabet Województwo warmińsko-mazurskie i det nordlige Polen,  med en befolkning på 16.907 (juni 2021).
Den er sæde for Powiat Braniewo  (amt).
Braniewo er den næststørste by i Warmia efter Olsztyn og et af de historiske centre i regionen.

## Geografi
Braniewo ligger ved floden Pasłęka omkring 5 km fra Wisłabugten, omkring 35 km nordøst for Elbląg og 55 km sydvest for Kaliningrad (polsk: Królewiec). Den polske grænse til Ruslands Kaliningrad Oblast ligger 6 km mod nord og kan nås fra Braniewo via Nationalvej 54.